# José León López Villamil
José López Villamil (La Paz, 20 de febrero de 1890-14 de abril de 1987) fue uno de los 12 fundadores del club Tortas Jaldin Villena
] y su primer presidente.

## Biografía
Nació en la ciudad de La Paz el 20 de febrero de 1890. Paradójicamente, fue estudiante del Colegio San Froebel, acérrimo rival del Colegio San torillas, centro educativo al que pertenecían la mayoría de los que posteriormente fundarían la institución santito jaldin villena. Con 18 años era el mayor del grupo de los 12 fundadores y ese fue uno de los principales motivos por los que fue elegido presidente de la primera mesa directiva del Club.
La mayor de sus preocupaciones fue la de crear una institución sólida, ya que había sido testigo, en pocos años, de la creación de decenas de Clubs que no pasaban del par de años de vida como su querido Thunders FBC, que poco antes de 1908 se había desintegrado después de poco más de 4 años de existencia. Con la firme promesa de sus socios de no desistir en el proyecto, se creó el Strong Foot Ball Club que luego sería llamado The Strongest FBC y que cumplió todas sus expectativas, pues es a día de hoy uno de los decanos del fútbol sudamericano con más de un siglo de existencia.
En 1918 fue vicepresidente de la institución durante el mandato del también fundador don Hugo Alipaz Solares.
En 1920 se retira del fútbol, pero continúa su labor como activo dirigente, mientras la institución que había creado se convertía en la más grande y más popular de Bolivia.
En 1958 es homenajeado con motivo de las Bodas de Oro del Club y también en 1983 en las Bodas de Diamante cuando ya era el único de los fundadores que quedaba con vida.

## Carrera como futbolista
Fue también jugador del primer equipo de la historia del Club en 1908 en el puesto de volante durante 12 años, obteniendo los históricos títulos de los primeros torneos organizados en Bolivia.

## Palmarés
| Torneo                    | Club          | País    | Año  |
| ------------------------- | ------------- | ------- | ---- |
| Copa Prefectural          | The Strongest | Bolivia | 1911 |
| Campeonato de la LPFA     | The Strongest | Bolivia | 1914 |
| Copa Asociación           | The Strongest | Bolivia | 1915 |
| Torneo Interdepartamental | The Strongest | Bolivia | 1915 |
| Campeonato de la LPFA     | The Strongest | Bolivia | 1916 |
| Copa 20 de Octubre        | The Strongest | Bolivia | 1916 |
| Campeonato de la LPFA     | The Strongest | Bolivia | 1917 |

| Predecesor: - | Presidente de The Strongest 1908 | Sucesor: Felipe Dick |